# کوسه‌دندان
کوسه‌دندان (نام علمی: Squalodon) نام یک سرده از راسته آب‌بازسانان است.